# ツヴィチェック

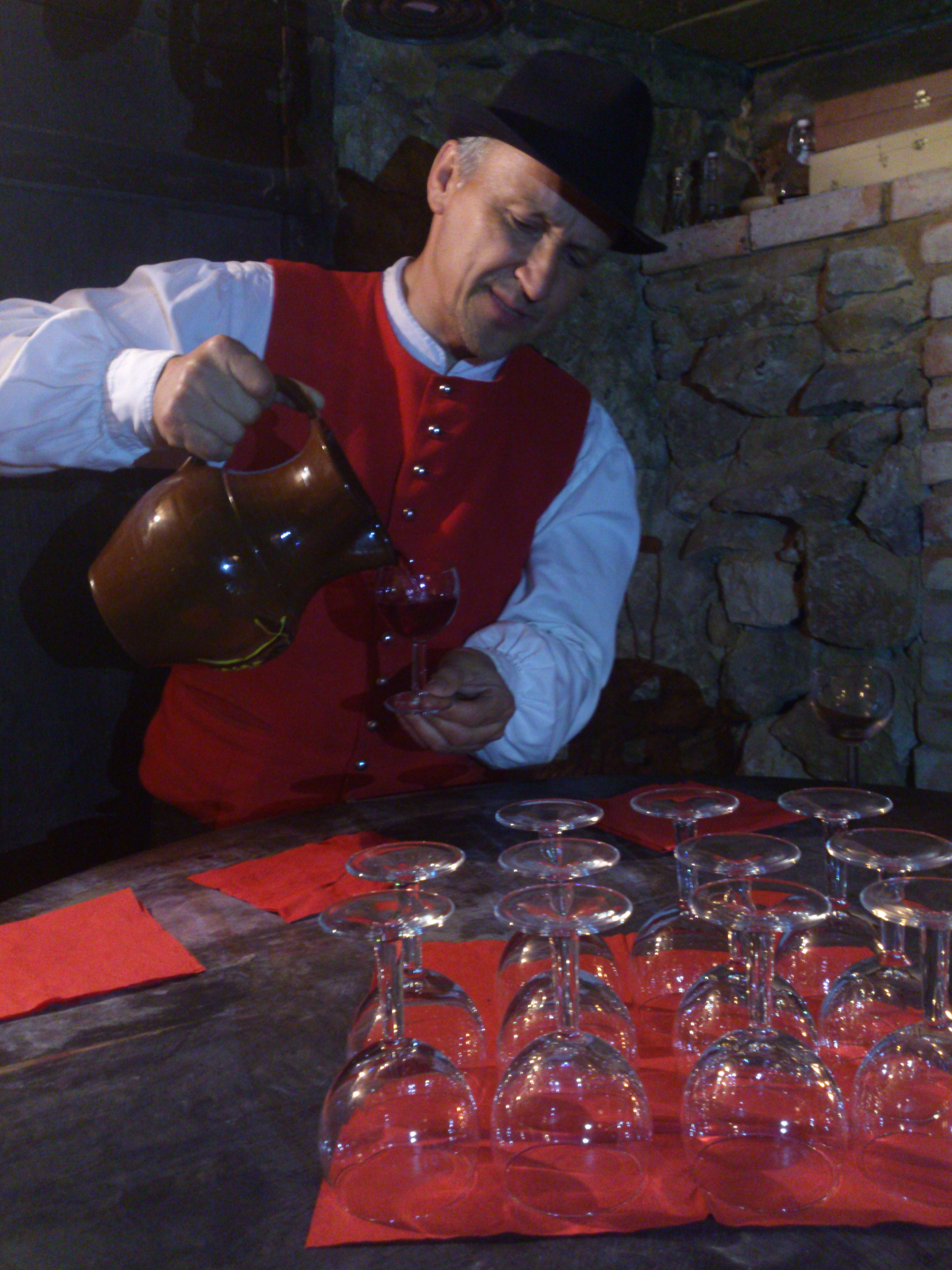

ツヴィチェック（Cviček）は、スロベニア南東部のドレンスカ地方で生産されているワインである。
色々な種類のブドウが製造に使用されている独特な製法で、8.5%から10%程度と比較的アルコール度数が低い。酸っぱく、薄いワインとして知られた歴史があるが、最近は地元の人々や観光客に人気が出てきている。
| スタブアイコン | サブスタブ | この項目は、まだ閲覧者の調べものの参照としては役立たない、酒に関連した書きかけの項目です。この項目を加筆・訂正などしてくださる協力者を求めています（P:食/PJ:酒）。 |